# Bjelovacka
Bjelovacka (starijih naziva Bjelovačka, Beloblcka, Beloblaška ili Česmica) je rječica na prostoru grada Bjelovara. Bjelovacka nastaje na ušću potočića Jelinec i Seča kod Velikog Trojstva. Južno od grada Bjelovara, unutar naselja Velikog Korenova i Narte izlijeva se u rijeku Česmu.
Uz Bjelovacku je u planu izgradnja gradske šetnice od Slavonske ceste do šume Lug.

## Opis
Bjelovacka teče kroz naselja: Veliko Trojstvo, Grginac, Prokljuvani, Trojstveni Markovac, Novoseljani, Radničko naselje, Mlinovac, Male Sredice, Velike Sredice, Brezovac i Veliko Korenovo do utjecanja u rijeku Česmu u Narti. Bjelovacka je većim dijelom svoga toka regulirana u kanal zbog svoje povijesne sklonosti poplavama. Prije regulacije činila je močvarni prostor istočno od bjelovarske visoravni.
Uz Bjelovacku, unutar šume Lug pronađeni su ostatci većeg rimskog ruralnog naselja kao i arheološki pronalasci stakla i keramike uz lokalitet bivše Šešićeve šume.

## Ribolov
U Bjelovackoj ima raznih riba, koje se love u sklopu sportskog ribolova, a uz nju je više ribnjaka, a najveći je ribnjak Lug kraj istoimene šume koji se nalazi pod vlasništvom ŠRD „Bjelovacka“ Lug-Trojstveni Markovac.